# Mina (EP 1968)
Mina (EP) è un EP di Mina, pubblicato esclusivamente su musicassetta dall'etichetta discografica PDU nel 1968.

## Storia
Presente nella discografia sul sito dell'artista Archiviato il 29 luglio 2017 in Internet Archive. è catalogato PDU 34604CXE (insieme agli album), ma ufficialmente considerato "Fuori Catalogo".
Il supporto è una musicassetta tradizionale che contiene soltanto 2 brani per lato. Per questa somiglianza di contenuto agli analoghi dischi in vinile di dimensioni ridotte (7" pollici), viene classificato come un vero e proprio EP.
Ogni supporto è inoltre inserito in un singolo contenitore, per modalità d'apertura simile alle scatole utilizzate per i fiammiferi "svedesi".
Si tratta comunque di una produzione limitata a scopo collezionistico.

## Il disco
Contiene 4 brani eseguiti in studio (non esiste alcuna indicazione che si tratti di registrazioni dal vivo), due dei quali già pubblicati ad aprile sul singolo Regolarmente/Fantasia.

Fantasia è contenuta anche nell'album ufficiale Canzonissima '68 di dicembre.
Le canzoni, ad eccezione proprio di Fantasia, sono state eseguite dal vivo nel concerto alla Bussola (14 aprile 1968) e fanno parte dell'album Mina alla Bussola dal vivo, pubblicato a maggio.
Non è noto se, a causa dei problemi tecnici che hanno afflitto la sessione di registrazione in diretta al concerto, sia stato necessario utilizzare per l'album live alcuni passaggi già incisi in studio.

Tuttavia i brani Per ricominciare e C'è più samba su questo supporto rappresentano VERSIONI STUDIO INEDITE mai riproposte in seguito, incise prima o contemporaneamente al processo di assemblaggio dell'edizione presente sull'album dal vivo e pubblicate successivamente la stampa di quest'ultimo; come confermato dalla sequenza cronologica (navigabile nell'infobox qui sopra) riportata nella discografia degli album sul sito ufficiale della cantante.
Anche la dichiarata distribuzione EMI, in un periodo (fino al 1970) in cui normalmente la stessa era affidata alla Durium, sembra confermare questo ritardo di pubblicazione della cassetta oppure potrebbe indicare semplicemente un'operazione commerciale per il mercato estero.
Dalla fotografia Archiviato il 16 gennaio 2017 in Internet Archive. sul sito ufficiale si nota inoltre che nella confezione è presente un pieghevole allegato al supporto, eventualmente esplicativo e/o pubblicitario.

## Tracce
Lato A
1. Regolarmente – 2:45 (testo: Daniela Casa – musica: Gianfranco Baldazzi; edizioni musicali Fox)
2. Per ricominciare (Can't Take My Eyes Off You) (testo: Ermanno Parazzini – musica: Bob Gaudio, Bob Crewe; edizioni musicali Suvini-Zerboni) – Inedito

Lato B
1. Fantasia (Fantasy) – 3:01 (testo: Giorgio Calabrese – musica: Geoff Stephens; edizioni musicali Southern)
2. C'è più samba (Tem mais samba) (testo: Bruno Lauzi – musica: Chico Buarque de Hollanda; edizioni musicali Fox) – Inedito